# Амаранте (футбольний клуб)
Амаранте (порт. Amarante Futebol Clube) — португальський футбольний клуб з міста Амаранте. 

## Історія
Клуб заснований в 1923 році і тривалий час виступала у регіональних лігах. З 1967 року команда стала виступати у нижчих загальнопортугальких лігах. Команда ніколи не виступала у найвищому дивізіоні країни, а найкращим результатом є 11 місце у сезоні 1980/81.